# ناصر المري
ناصر المري نائب كويتي سابق كان عضوا في مجلس الأمة الكويتي المبطل الثاني ديسمبر 2012.

## المسيرة المهنية
عمل ناصر المري نائبا لرئيس مجلس الإدارة بشركة نور للاستثمار المالي ومدير إدارة القروض في الهئية العامة للاستثمار ورئيس قسم الشؤون الادارية والمالية بمنطقة العدان الصحية وحظي بعضوية مجلس إدارة مؤسسة الخطوط الجوية الكويتية وعضو مجلس إدارة بيت التمويل الكويتي ورئيس مجلس إدارة شركة الفنادق الكويتية وعضو مجلس إدارة مجموعة الصناعات الوطنية ورئيس مجلس إدارة الشركة الباكستانية الكويتية للاستثمار وعضو مجلس إدارة البنك التونسي للتنمية وحاز على عضوية المجلس المبطل الثاني ديسمبر 2012.